# The Princess’ Blankets
The Princess’ Blankets (Originaltitel) ist ein Kinder- und Jugendbuch der schottischen Schriftstellerin Carol Ann Duffy und der britischen Illustratorin Catherine Hyde. Es wird die Geschichte einer Prinzessin erzählt, der immer kalt ist und deshalb auf der Suche nach Wärme ist. Duffy behandelt dabei Themen wie Liebe, Fruchtbarkeit, Bescheidenheit und das Verhalten gegenüber anderen.
The Princess’ Blankets erschien 2009 beim Verlag Templar Publishing in englischer Sprache.
Das Buch wurde unter anderem mit dem Key Stage 2 Fiction Award (2009) ausgezeichnet. In der Presse wurde das Buch als »Hinreißend und wunderschön entwickelt« (orig. »Ravishing and beautifully produced«) (Inside Cornwall Magazine) sowie als »[…] typisch ausgewachsene Templar-Produktion im Großformat.« (orig.»[…] typically full-blown, large scale Templar production.«) (Books for Keeps) bezeichnet.

## Inhalt
Das Buch ist in einer reimlosen Versform abgefasst. Der Text wird von großen Bildern begleitet.
Eine Prinzessin und ihre Eltern suchen nach jemandem, der ihr Wärme bringen kann, da sie immer friert. Als erstes besucht sie ein arroganter, stolzer Mann, der ihr Decken mitbringt, um sie zu wärmen und sie zu seiner Frau machen will. Zuerst wirft er ihr die Meeresdecke über, dann die Walddecke, dann die Bergdecke und schließlich die Erddecke. Doch sie bemerkt seine Schikane und friert weiterhin. Die Leute im Königreich jedoch müssen jetzt ohne ein Meer zum Fischen, ohne einen Wald zum Jagen und ohne Erde zum Anpflanzen hungern. Eines Abends hört ein gutmütiger Musiker von der kranken Prinzessin und begibt sich zu ihr. Er verliebt sich in sie und spielt Flöte für sie, wodurch sie erwacht und ihr warm wird. Die Decken kehren an ihren ursprünglichen Platz zurück und die Prinzessin verliebt sich ebenfalls in den Musiker.

## Figuren
Die Prinzessin ist die Hauptfigur in dem Gedicht. Ihre Eltern, die Menschen im Königreich, der arrogante Mann und der Musiker sind die Nebenfiguren.

## Literarische Kritik
The Princess’ Blankets erhielt ein insgesamt positives Presseecho. Books for Keeps lobte das »Gelegentliche Färbungen mancher Stellen in goldener und silberner Tinte in den, auf den Doppelseiten ausgebreiteten, Illustrationen vervollständigen die Magie.« (orig. »Occasional spot lamination of gold and silver ink on the double page spread illustrations complete the magic.«). Die Chicago Tribune schrieb: »Dieses Buch ist nicht für 5-jährige, die von Prinzessinnenparties träumen, gedacht, sondern für ihre älteren Schwester und Brüder, sowie für Erwachsene, die den Aufwand für offensichtlich fabelhafte Werke in Frage stellen wollen.« (orig. »This book is not directed at 5-year-olds dreaming of princess parties, but for their older sisters, brothers and adults who would like to question the cost of apparently marvelous acts.«).

## Nominierungen und Auszeichnungen
| Datum | Nominierung / Auszeichnung |
| ----- | -------------------------- |
| 2009  | Key Stage 2 Fiction Award  |